# Травансинья
Травансинья (порт. Travancinha)  —  район (фрегезия) в Португалии,  входит в округ Гуарда. Является составной частью муниципалитета  Сейя. Находится в составе крупной городской агломерации Большое Визеу. По старому административному делению входил в провинцию Бейра-Алта. Входит в экономико-статистический  субрегион Серра-да-Эштрела, который входит в Центральный регион. Население составляет 546 человек на 2001 год. Занимает площадь 12,66 км².